# Фролова, Наталья Николаевна
Наталья Николаевна Фролова (до 2012 — Карасёва; род. 7 апреля 1989, Воронеж) — российская волейболистка, нападающая-доигровщица. 

## Биография
Наталья Фролова (Карасёва) начала заниматься волейболом в воронежской СДЮШОР № 3. Первый тренер — Сергей Жанович Калдеран. В профессиональном волейболе начала выступать в 2005 году за серпуховскую «Надежду» в высшей лиге «А». С 2006 один сезон провела в тутаевской «Ярославне-ТМЗ». В 2007 году вернулась в Воронеж и начала играть в новообразованной команде (одноимённой с названием города), с которой прошла путь от первой лиги до суперлиги чемпионата России.
В 2016 году «Воронеж» по финансовым причинам был вынужден покинуть суперлигу и Наталья Фролова перешла в челябинский «Метар». С 2017 выступала за казахстанский «Иртыш-Казхром», тульскую «Тулицу», красноярский «Енисей». В 2021 заключила контракт с ВК «Липецк».

### Клубная карьера
- 2005—2006 —  «Надежда» (Серпухов);
- 2006—2007 —  «Ярославна-ТМЗ» (Тутаев);
- 2007—2016 —  «Воронеж» (Воронеж);
- 2016—2017 —  «Метар» (Челябинск);
- 2017—2018 —  «Иртыш-Казхром» (Павлодар);
- 2018—2019 —  «Тулица» (Тула);
- 2019—2020 —  «Енисей» (Красноярск);
- 2020—2021 —  «Тулица» (Тула);
- 2021—2023 —  «Липецк» (Липецк);
- 2023—2024 —  «Динамо» (Владивосток) — высшая лига «Б».

## Достижения

### Клубные
- бронзовый призёр чемпионата Казахстана 2018.
- серебряный призёр розыгрыша Кубка Казахстана 2017.
- двукратный бронзовый призёр чемпионатов России среди команд высшей лиги «А» — 2013, 2019.